# Rio Finiş
O Rio Finiş é um rio da Romênia, afluente do Crişul Negru, localizado no distrito de Bihor.